# Marjaniwka (obwód dniepropetrowski)
Marjaniwka (ukr. Мар'янівка) – wieś na Ukrainie, w obwodzie dniepropetrowskim, w rejonie krzyworoskim, w hromadzie Łozuwatka. W 2001 liczyła 323 mieszkańców, spośród których 312 wskazało jako ojczysty język ukraiński, 11 rosyjski, 5 węgierski, 2 białoruski, 11 ormiański, a 34 inny.